# 一時航空
一時航空（英語：1time Airline）是一家位於南非約翰內斯堡豪登省肯普頓公園的廉價航空公司，主要服務國內航線，樞紐機場為奧利弗·坦博國際機場。這個公司名稱1Time!，在南非表達"for real!"。

## 目的地
一時航空有以下目的地：
- 南非
  - 開普敦（開普敦國際機場）
  - 德班（德班國際機場）
  - 東倫敦（東倫敦機場）
  - 喬治（喬治機場）
  - 約翰內斯堡（奧利弗·坦博國際機場）樞紐機場
  - 伊利莎白港（伊利莎白港機場）
- 坦桑尼亞
  - 桑吉巴爾（桑吉巴爾國際機場）

## 機隊

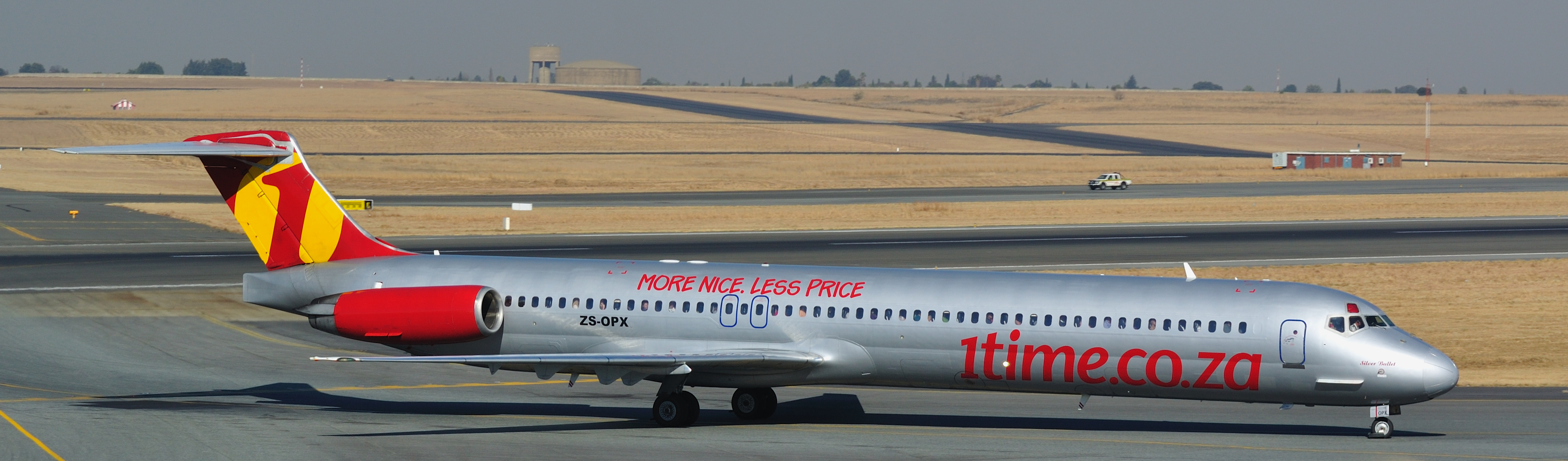
一時航空麥道-83

截至停止營運時，一時航空有以下機隊：

## 外部連結
- 一時間航空官方網站
- 一時間航空機隊
- 一時間航空